# Iveco
IVECO là một tập đoàn chuyên sản xuất và nghiên cứu xe, là một công ty sản xuất xe công nghiệp có trụ sở tại Torino, Ý và được kiểm soát hoàn toàn bởi Tập đoàn công nghiệp CNH. Chuyên thiết kế và chế tạo các phương tiện thương mại hạng nhẹ, hạng trung và hạng nặng, phương tiện khai thác / xây dựng,xe buýt thành phố và liên tỉnh và các phương tiện đặc biệt cho các ứng dụng như chữa cháy, nhiệm vụ ngoài đường,Đặc biệt nhất là quân sự và dân sự. Cái tên Iveco xuất hiện lần đầu tiên vào năm 1975 sau khi sáp nhập các thương hiệu Ý, Pháp và Đức Các nhà máy sản xuất của nó ở Châu Âu, Brazil, Nga, Úc, Châu Phi, Argentina và Trung Quốc, và nó có khoảng 5.000 điểm bán hàng và dịch vụ tại hơn 160 quốc gia. Sản lượng trên toàn thế giới của công ty lên tới khoảng 150.000 xe thương mại với doanh thu khoảng €10.000.000.000.

## Lịch sử
IVECO được thành lập vào ngày 1 tháng 1 năm 1975, với sự hợp nhất của năm thương hiệu khác nhau: FIAT Veicoli Industriali (có trụ sở tại Torino), OM (Brescia, Ý), Lancia Veicoli Speciali (Ý), Unic (Pháp) và Magirus-Deutz (Đức).
Sau khi sáp nhập, Iveco mới thành lập đã bắt đầu hợp lý hóa phạm vi sản phẩm, nhà máy sản xuất và mạng lưới bán hàng, trong khi vẫn giữ các thương hiệu ban đầu. Từ năm 1975 đến 1979, phạm vi Iveco bao gồm 200 mô hình cơ bản và 600 phiên bản trải dài từ 2,7 tấn GVW cho một chiếc xe hạng nhẹ đến hơn 40 tấn cho xe hạng nặng, cũng như xe buýt và động cơ. Vào năm 1977, dòng Iveco Zeta nhẹ đến trung bình đã được giới thiệu, thay thế cho OM Lupetto hai mươi tuổi. Việc tích hợp phạm vi FIAT-OM với các dòng sản phẩm Unic và Magirus đã được hoàn thành vào năm 1980. IVECO chuyển sang làm việc để tăng năng suất và phát triển động cơ. Năm 1978 IVECO đã cho ra mắt sản phẩm đầu tiên trong dòng xe hạng nhẹ mang thương hiệu Iveco, Daily.
Năm 1980 Iveco đã chế tạo động cơ turbo diesel cho xe công nghiệp nặng. Trong thập kỷ này, chiến lược của công ty đã được định hướng mạnh mẽ để quảng bá thương hiệu và dẫn đến việc tài trợ cho các sự kiện thể thao, chẳng hạn như Thế vận hội Olympic 1980 ở Moscow, Davis Cup năm 1982, nhiều trận đấu quyền anh vô địch, cuộc thám hiểm Jacques Cousteau trong lưu vực sông Amazon ở 1983 và Raid Pigafetta, trong đó IVECO-FIAT 75 PC 4x4 lần đầu tiên tạo ra một vòng tròn đầy đủ trên toàn cầu. Hai bộ phận mới cũng được thành lập: động cơ diesel xe buýt và phương tiện chữa cháy.
Năm 1984 IVECO đã ra mắt Turbostar, một chiếc xe hạng nặng trở thành sản phẩm bán chạy nhất ở Ý và là sản phẩm quan trọng ở thị trường châu Âu, bán tổng cộng 50.000 sản phẩm trong bảy năm.
Năm 1985 IVECO đã chế tạo động cơ diesel nhẹ đầu tiên bằng cách phun trực tiếp.
Từ 1986, IVECO Sp A. nắm giữ 52% cổ phần của Iveco Ford Truck Ltd, một liên doanh (và thực sự là một vụ sáp nhập) với bộ phận xe tải của Ford ở châu Âu. Các nhà máy của Ford đã tiếp quản sản xuất và bán các loại xe chính trong phạm vi Iveco và tiếp tục sản xuất Ford Cargo. Vào giữa những năm 1980, Astra, nơi sản xuất máy xúc và công trường xây dựng / phương tiện khai thác đá ở Piacenza, đã trở thành một phần của Tập đoàn Iveco.
Năm 1989, động cơ diesel đầu tiên với EGR để giảm lượng khí thải gây ô nhiễm tương thích với các phương tiện thương mại đã được sản xuất và Daily mới ra mắt cùng năm được trang bị nó.
Năm 1990, tập đoàn này đã mua 60% quyền kiểm soát của công ty công nghiệp Tây Ban Nha ENASA, công ty sở hữu công ty chế tạo xe công nghiệp Pegaso. Trong những năm 1990, các xe EuroCargo, EuroTech, EuroTrakker và Eurostar đại diện cho sự đổi mới hoàn toàn cho phạm vi. EuroCargo và EuroTech lần lượt được đặt tên là "Truck of the Year" vào năm 1992 và 1993 và lần đầu tiên, sự công nhận này đã được trao cho cùng một nhà sản xuất trong hai năm liên tiếp. Công ty tiếng Anh Seddon Atkinson được mua vào năm 1991 và mang theo di sản dài các loại xe đặc biệt cho ngành công nghiệp xây dựng và từ chối. Cùng năm đó, dây chuyền lắp ráp TurboD Daily đầu tiên đã được khánh thành tại Nanjing Motor Corporation tại Trung Quốc.
Năm 1992, Iveco đã tiếp quản công ty xây dựng chính của xe công nghiệp ở Úc để thành lập Ital, ban đầu được gọi là International Trucks Australia. Năm 2000, nó được đổi tên thành Iveco Trucks Australia Limited. Năm 1996, các hoạt động chữa cháy ở Đức được cấu trúc theo công ty Iveco Magirus Brandschutztechnik GmbH. Năm sau, những hoạt động này được thúc đẩy bởi sự xuất hiện của một công ty Áo, Löhr, sau đó trở thành Löhr Magirus.
Vào năm 1998, Cursor 8 đã được ra mắt, tiếp theo vào năm sau bởi Cursor 10, động cơ diesel đầu tiên có tuabin hình học biến đổi và động cơ diesel đường sắt phổ biến đầu tiên cho xe công nghiệp nặng. Lễ kỷ niệm 125 năm trình bày thang Magirus đầu tiên  đã được tổ chức cùng với việc cung cấp thang máy bay Magirus thứ năm nghìn được sản xuất kể từ Thế chiến thứ hai.
Vào năm 2003, IVECO đã hoàn toàn mua lại Irisbus, ban đầu là một phần của liên doanh với Renault. Năm 2004, thương hiệu Iveco Motors đã ra đời, trở thành chiếc ô cho việc sản xuất động cơ, và năm sau nó được sáp nhập vào Fiat Powertrain Technologies mới thành lập. Vào cuối năm 2004, một thỏa thuận đã đạt được giữa IVECO và công ty Trung Quốc SAIC (Shanghai Automotive Industry Corporation).
Vào năm 2006, IVECO đã tài trợ cho Thế vận hội Olympic mùa đông tại thành phố Torino với đội xe gồm 1.200 xe buýt Irisbus. Một năm sau, IVECO trở thành nhà tài trợ cho All Blacks, đội bóng bầu dục của New Zealand. Vào năm 2009, Iveco đã trở thành nhà cung cấp xe tải và xe thương mại cho Moto GP, cùng với sự tài trợ lịch sử cho Đội đua Ferrari, nơi cung cấp các phương tiện vận chuyển những người ngồi một chỗ trong tất cả các cuộc đua Giải vô địch Thế giới Công thức 1.
Vào ngày 1 tháng 1 năm 2011, Fiat Industrial được thành lập, kết hợp CNH, Iveco và FPT Industrial. Vào tháng 9 cùng năm, Làng công nghiệp Fiat đã được khánh thành tại Torino, một trung tâm đa năng thuộc Fiat Industrial và được tạo ra để bán, hỗ trợ và giới thiệu sản phẩm cho các thương hiệu Iveco, New Holland và FPT Industrial. Vào ngày 15 tháng 1 năm 2012, Iveco đã giành chiến thắng trong phiên bản thứ 33 của cuộc biểu tình ở Dakar với đội Petronas De Rooy và tay đua người Hà Lan Gerard De Rooy, ngồi sau tay lái của Iveco Powerstar. De Rooy được theo sau bởi các tài xế Stacey và Biasion ngồi sau tay lái của hai chiếc xe Iveco Trakker Evolution 2, được trang bị động cơ C13 công nghiệp FPT với hơn 900 hp.

## Nhãn hiệu

### Xe tải Iveco
Iveco là thương hiệu mà theo đó các loại xe nhẹ, trung bình và nặng được bán. Phạm vi của các phương tiện hạng nhẹ được tạo thành từ New Daily trong các phiên bản từ 2.8 tấn đến 7,0 tấn và với ổ đĩa 4 x 4. Phạm vi của các phương tiện trung bình bao gồm Eurocargo, có sẵn từ 7 tấn đến 19 tấn và với ổ 4x2 hoặc 4x4. Stralis và Trakker, từ 19 tấn đến 72 tấn, tạo nên phạm vi xe hạng nặng trong các phiên bản hai, ba hoặc bốn trục với hệ dẫn động bốn bánh hoặc hai bánh.

#### Nền tảng của xe Iveco
Nhẹ đến trung bình
- S-series (1978), "Daily", cũng được bán dưới dạng FIAT và OM Grinta. TurboD Daily từ năm 1986.
- Sê-ri Z (1976), "Zeta". Cũng được bán dưới dạng FIAT, OM, Magirus-Deutz và Saurer-OM. TurboZeta từ 1987.

Trung bình
- Iveco-Magirus MK (1975) - Các phiên bản IVECO của Magirus ' Club of Four taxi đã được bán ở Đức và một số thị trường khác.
- Ford Cargo, được bán dưới dạng IVECO-Ford tại Anh từ năm 1986 đến năm 1991.
- EuroCargo (1991), đã thay thế Zeta. Thay đổi mô hình đầy đủ vào năm 2003, bây giờ với thiết kế của Bertone.

Nặng
- P / T / TA (1970), xe tải địa hình Magirus-Deutz có nắp ca-pô, với IVECO gắn huy hiệu từ đầu những năm 1980. Được xây dựng cho đến năm 2003, chủ yếu dành cho các thị trường ngoài châu Âu trong thập kỷ qua.
- N-series (1976), cũng NC và NVN. Còn được gọi là nhà máy "Turbo" hoặc "T" và ban đầu được bán dưới dạng FIAT. Được đổi mới vào năm 1981.[33]
- Turbostar / TurboTech (1984), tương tự như dòng N. Turbostar là mô hình sang trọng hơn dành cho các hoạt động đường dài
- Eurostar / Tech / Trakker (1993). Những người kế thừa trực tiếp cho Turbostar / TurboTech, với EuroTrakker được dành cho công việc offroad hoặc xây dựng.
- Powerstar (1999), một chiếc xe tải có nắp ca-pô được chế tạo và bán tại Úc, sử dụng cabin Turbostar và tiếp tục dòng thông thường trước đó của Quốc tế Úc
- Stralis (2002), thay thế loạt "Euro" nặng nề. Facelifted vào năm 2007 và một lần nữa vào năm 2012.
- S-Way (2019), thay thế loạt Stralis.
- Trakker (2004), thay thế EuroTrakker offroad / xây dựng và sử dụng cùng cabin với Stralis

### Xe buýt Iveco
Irisbus là một thương hiệu chuyên về phương tiện vận tải hành khách trải dài từ xe buýt nhỏ đến xe buýt để vận chuyển trong thành phố và xe buýt liên tỉnh và xe buýt du lịch. Vào ngày 24 tháng 5 năm 2013, thương hiệu đã được khởi chạy lại với tên Iveco Bus.

### Xe buýt Heuliez
Heuliez Bus là một công ty TNHH của Pháp, nó là một phần của Tập đoàn Henri Heuliez. Nó được thành lập vào năm 1980. Nó thuộc sở hữu hoàn toàn của IVECO thông qua công ty con Iveco Bus và chuyên sản xuất xe buýt và xe khách.

### Iveco Astra
Iveco Astra là một thương hiệu dành riêng cho xe địa hình cho ngành xây dựng và khai thác mỏ. Nó sản xuất các phương tiện hạng nặng và trên đường địa hình cũng như máy kéo hạng nặng để vận chuyển đường bộ và phương tiện hậu cần, bao gồm cả xe bọc thép cho quân đội. Công ty được thành lập vào năm 1946, nhưng là một phần của Iveco từ năm 1986.

### Iveco Magirus
Iveco Magirus là thương hiệu dành riêng cho các phương tiện chữa cháy và phụ kiện của chúng. Iveco Magirus cũng sản xuất thang trên không, một ngành công nghiệp mà nó là công ty hàng đầu thế giới. Nó được thành lập vào năm 1866 với tên gọi "Magirus Kommanditist" bởi Conrad Dietrich Magirus, trưởng phòng cứu hỏa ở Ulm, Đức, người cũng đã phát minh ra thang cho các phương tiện chữa cháy.

### Xe phòng thủ
Xe phòng thủ chuyên về xe quân sự. Trụ sở chính của nó được đặt tại Bolzano, nơi sản xuất Iveco LMV, một trong những phương tiện nổi tiếng nhất của thương hiệu được sử dụng bởi nhiều quân đội ở châu Âu và nước ngoài.

### Iveco Capital
Iveco Capital là bộ phận tài chính của Iveco cung cấp tài chính cho khách hàng mua xe.

### Hợp tác
- Naveco, chuyên về xe hạng nhẹ và trung bình[39]
- SAIC Iveco Hongyan (SIH), chuyên về xe hạng nặng
- Saic-Iveco FPT Hongyan (SFH), chuyên về động cơ cho xe hạng nặng [40]

## Cơ sở vật chất

### Xe cộ
- Suzzara (Lombardy, Ý), sản xuất chính của Iveco Daily
- Brescia (Lombardy, Ý), Officine Meccaniche, sản xuất Iveco Eurocargo
- Madrid (Tây Ban Nha, sản xuất Iveco Stralis và Iveco Trakker
- Valladolid (Tây Ban Nha), sản xuất thứ cấp của Iveco Daily
- Ulm (Baden-Wurmern, Đức), sản xuất xe cứu hỏa, Iveco Magirus
- Bolzano (Trentino-Alto Adige, Ý), sản xuất chính của xe quân sự Iveco LMV;
- Vittorio Veneto (Veneto, Ý), sản xuất phụ xe quân sự;
- "Le Mose", Piacenza (Emilia-Romagna, Ý), sản xuất xe địa hình Astra
- Iveco-AMT (Iveco-Ô tô / Miass / Torino, Miass, Chelyabinsk Oblast, Nga), liên doanh cũ Iveco-UralAZ, sản xuất Iveco Trakker (bao gồm phiên bản mọi địa hình), Iveco Stralis, xe cứu hỏa
- Sete Lagoas (Minas Gerais, Brazil), sản xuất Iveco Daily, Iveco Vertis, xe buýt nhỏ Iveco CityClass;
- Córdoba, Argentina, sản xuất Iveco Daily (1993-1997), Iveco Cursor, Iveco Tector, Iveco Trakker, Iveco Stralis.[41]
- Dandenong, Victoria (Úc), cựu người thu hoạch quốc tế / Navistar International Australia, sản xuất Iveco Acco, Iveco PowerStar, Iveco Stralis
- Quận Gwangsan, Gwangju (Hàn Quốc), được khai trương vào năm 2015 trên Iveco Trakker, Iveco Stralis, Iveco Eurocargo

Đối với các cơ sở của Iveco Bus (trước đây là Irisbus), hãy xem Iveco Bus

#### Hợp tác
- Naveco, (Nam Kinh, Trung Quốc), sản xuất xe tải của thương hiệu Naveco
- SAIC -Iveco Hongyan, (Trùng Khánh, Trung Quốc), sản xuất xe tải của thương hiệu Hongyan

### Động cơ
- "Sofim", Foggia (Apulia, miền nam nước Ý), nhà máy chính Iveco Motors sản xuất động cơ 8100 e HPI series (S series)
- "Complingsorio SPA", Torino (Piemonte, miền bắc Italy), sản xuất động cơ Vector (V), Tector-NEF (N) và FSC (F)
- "8000", Torino (Piemonte), sản xuất động cơ và máy phát điện 8000
- Mang thai Milanese (Lombardy, Italy), sản xuất động cơ công nghiệp và hàng hải (S, N e C)

## Tài chính
Năm 2011, doanh thu thuần của IVECO là €9.600.000.000, tăng 15,1% so với năm trước. Lợi nhuận giao dịch là €490.000.000. Tổng cộng có 153.384 xe đã được giao, tăng 18,3% so với năm 2010

## Khí thải và nhiên liệu thay thế

### Động cơ Euro VI với công nghệ SCR
Các động cơ Iveco từ phạm vi Con trỏ và Tector tuân thủ các tiêu chuẩn Euro VI bằng cách áp dụng công nghệ SCR hiệu quả cao (HI-eSCR). Công nghệ này tối ưu hóa các quy trình đốt và xử lý khí thải, giảm tiêu thụ và cho phép đạt được hiệu quả cao hơn trong việc chuyển đổi khí thải NOx.

### Electric drive
IVECO đã phát triển và xây dựng Daily Daily đầu tiên với động cơ điện vào năm 1986. Sau đó, phạm vi được mở rộng để bao gồm xe tải và xe buýt thành phố. IVECO đã giới thiệu New Daily với động cơ điện và khí thải bằng không, trong đó hệ thống pin cung cấp cho động cơ không đồng bộ ba pha điện - thông qua sự trợ giúp của biến tần - phụ trách việc di chuyển xe trực tiếp, trong khi phục hồi năng lượng trong quá trình phanh. Chiếc xe chạy bằng hai đến bốn pin được sản xuất bằng công nghệ Na/NiCl2 (Sodium-nickel chlorine) ở mức danh nghĩa 278   Volts. Vận tốc tối đa được giới hạn điện tử đến 70 km/h, trong khi phạm vi của xe là từ 90 đến 130 km trên pin được sạc đầy, tùy thuộc vào số lượng pin và nhiệm vụ.

### Động cơ hybrid song song diesel-điện
Giải pháp lai song song kết hợp cả động cơ Diesel và động cơ điện có thể được sử dụng riêng lẻ hoặc đồng thời, giúp linh hoạt hơn và cho phép xe hoạt động trong cả điều kiện đô thị và phi đô thị. Năm 2010 IVECO đã giới thiệu công nghệ này trên Eurocargo Ibrido, một phương tiện thương mại cho thị trường châu Âu với động cơ song song chạy điện-diesel để phân phối và thu gom hàng hóa trong trung tâm thành phố. Khả năng tải trọng giảm 200 kg so với các mô hình động cơ diesel, nhưng có thể tiết kiệm tới 30% trong chu kỳ đô thị. Phạm vi lai Eurocargo được tạo thành từ hai phiên bản:
1. phiên bản 7.5 tấn sử dụng động cơ Tector Diesel FPT Industrial với 16 van và 4 xi-lanh Euro V, công suất tối đa 160 hp (118   kw); cái này được ghép nối với một hệ thống truyền động được làm bằng một máy phát điện động cơ với 60 hp (44 kW), hộp số tự động 6 cấp và bộ pin lithium ion (Li-Ion) có công suất định mức 1.8 kwh.[47]
2. Phiên bản 12 tấn sử dụng động cơ Tector công nghiệp FPT với 16 van và 4 xi lanh EEV với công suất tối đa 180 hp (132 kW), kết hợp với một máy phát điện động cơ điện với 60 hp (44 kW), hộp số tự động 6 cấp và bộ pin lithium ion (Li-Ion) có công suất định mức 1.8 kwh.

### Diesel-điện hybrid
IVECO đã hoạt động trong lĩnh vực này từ năm 1990 với các xe buýt 6, 7, 4 và 12 mét cho giao thông đô thị và ngoại thành. Công nghệ hybrid loạt có động cơ diesel - nhỏ hơn so với xe truyền thống - hoạt động như một bộ sạc pin.

### CNG - khí thiên nhiên nén
Các loại xe và xe buýt hạng nhẹ, trung bình và hạng nặng của IVECO có thể chạy bằng khí mê-tan. Khí mê-tan giúp tiết kiệm tiêu thụ 38% mỗi kg vận chuyển so với mức tiêu thụ của động cơ diesel cho cùng trọng tải và quãng đường di chuyển. Ngoài ra, so với Euro, Động cơ diesel VI, động cơ metan làm giảm lượng khí thải NOx khoảng 60% và phát thải hạt khoảng 70%.

### LNG - khí tự nhiên hóa lỏng
Vào tháng 4 năm 2012 IVECO đã trình bày chiếc xe đầu tiên của mình với công nghệ này, Stralis LNG. Trái ngược với những chiếc xe có công nghệ CNG, công nghệ LNG đưa chiếc xe đi xa hơn trên một chiếc xe tăng đầy đủ (lên tới 750 km) và giảm giá vé của xe do đó tăng tải. Sự khác biệt chính giữa hai công nghệ nằm ở loại lưu trữ khí tự nhiên được sử dụng, trong trường hợp này được giữ ở trạng thái lỏng ở −161 °C trong bể đông lạnh; sau đó nó được nung nóng trong một bộ trao đổi nhiệt để một khi nó tới động cơ, nó là một chất khí. Ngoài ra, tiếng ồn phát ra giảm từ 3 đến 6 decibel so với xe động cơ diesel tương tự.

### Iveco Trakker Bifuel - nguyên mẫu diesel-ethanol
IVECO đã tạo ra nguyên mẫu đầu tiên của một chiếc xe bifuel, diesel và ethanol. Công nghệ được phát triển bởi Iveco cùng với FPT Industrial và Bosch. Nguyên mẫu sử dụng một chiếc xe tải Trakker với Common Rail Coder 9 động cơ với 360 HP có thể được cung cấp năng lượng từ hỗn hợp diesel-diesel 40% 60%. Nguyên mẫu được thử nghiệm bởi Raízen, một liên doanh giữa nhà sản xuất đường mía Cosan và Shell. Năm 2011, nguyên mẫu này đã mang lại cho Iveco "Prêmio Top Etanol" - cho công nghệ nhiên liệu thay thế.

### Hệ thống sưởi ấm và điều hòa không khí
Một nguyên mẫu của một hệ thống bơm nhiệt cho xe điện và hybrid đã được cài đặt trên xe Iveco Daily. Hệ thống làm mát hoặc làm nóng khoang hành khách bằng cách truyền nhiệt ở nhiệt độ thấp do hệ thống truyền động tạo ra. Đồng thời, các chiến lược kiểm soát giảm thiểu nhu cầu năng lượng để đạt được tác động thấp đến tiêu dùng.

## Xe Iveco
Phạm vi sản phẩm của thương hiệu bao gồm Daily, một phương tiện bao gồm phân khúc trọng lượng xe 3,3 – 7,2 tấn, Eurocargo từ 6 – 19 tấn và trong phân khúc hạng nặng trên 16 tấn, dòng IVECO Way với IVECO S-Way, IVECO T-Way địa hình (off-road) và IVECO X-Way dành cho các nhiệm vụ đi trên dạng địa hình vừa.

### Các Model hiện tại
- Acco
- Daily
- eDaily
- EuroCargo
- Eurofire
- GFF4
- LMV
- Metro
- NJ-series
- Ouba
- S-Way
- Trakker
- Traveler
- Turbo Daily
- VM 90

### Các model trước đây
- Campagnola
- CityClass
- Effeuno
- EuroClass
- EuroMover
- EuroRider
- EuroStar
- EuroTech
- EuroTrakker
- Massif
- MyWay
- PowerStar
- Stralis
- T-series
- TurboCity
- TurboStar
- X-series
- Zeta

## Hình ảnh

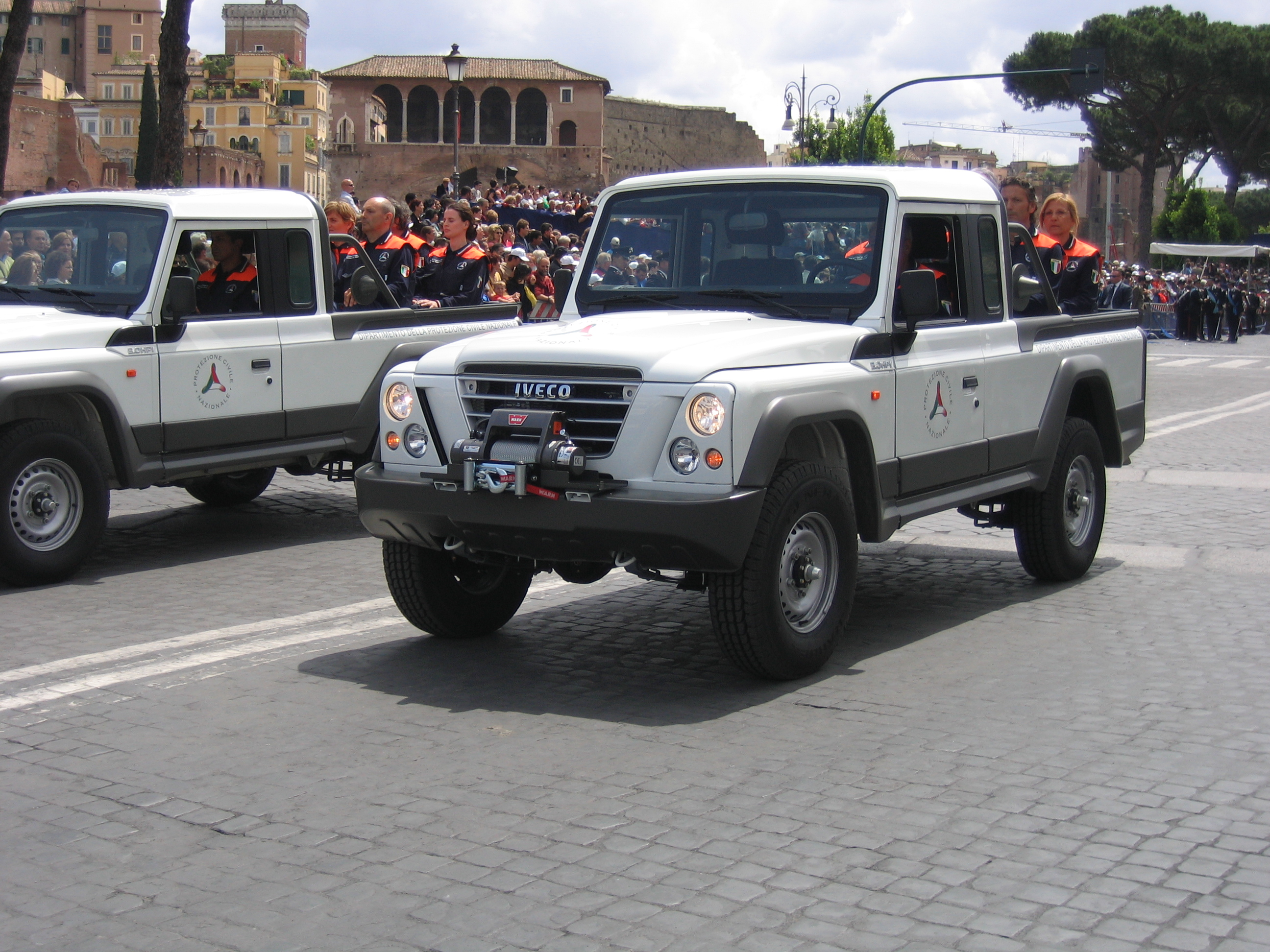
Iveco Massif
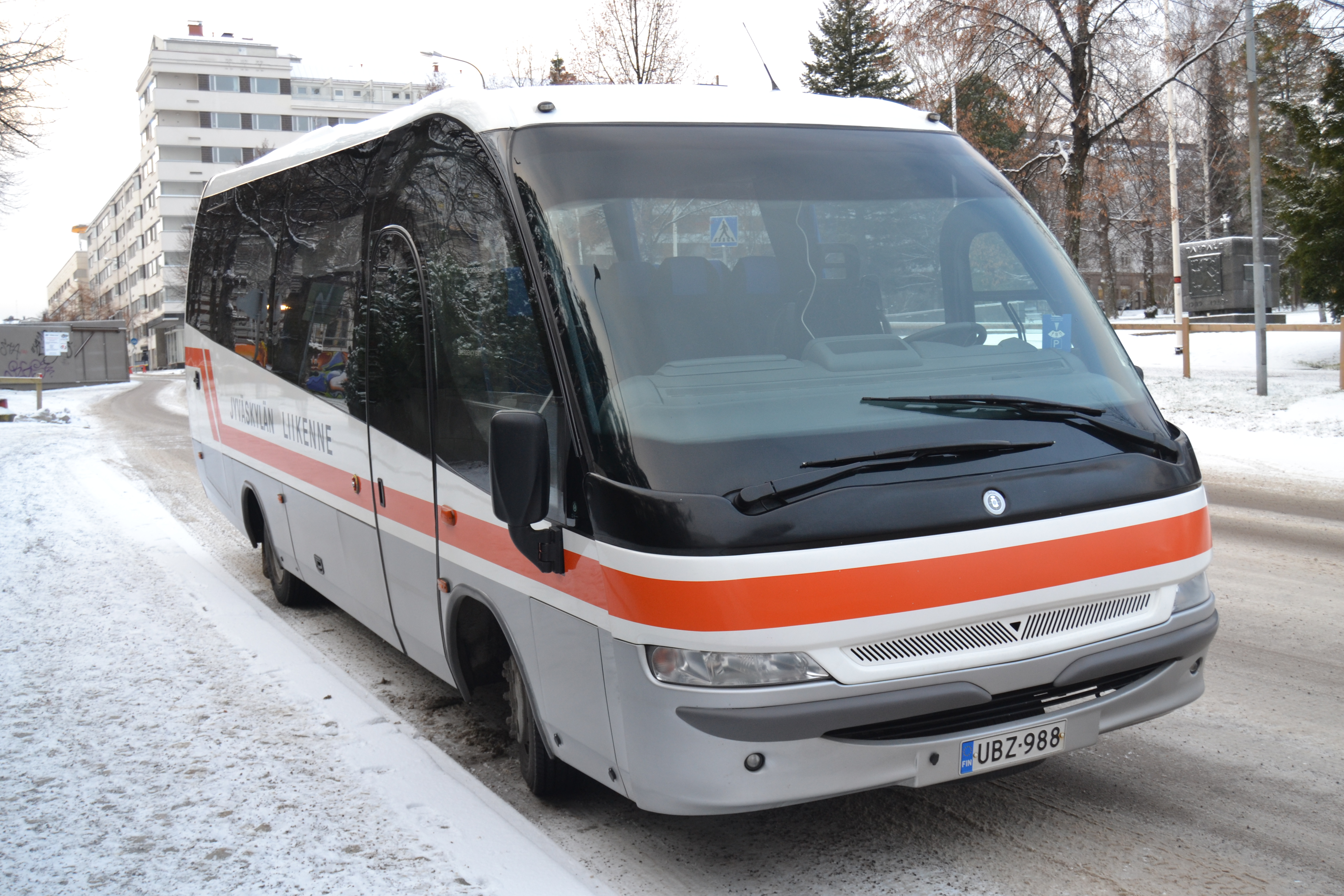
Iveco Indcar Mago 2 midibus in Jyväskylä, Finland
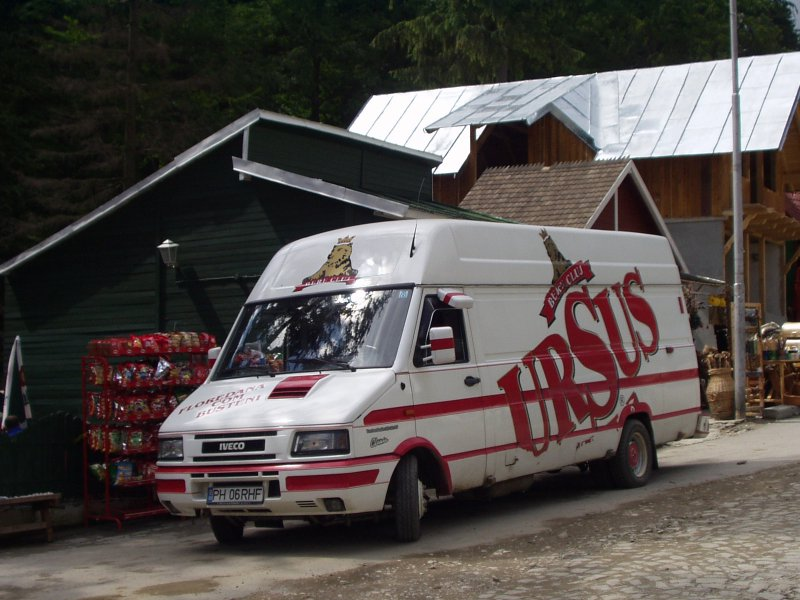
Daily van (MY98) in Romania
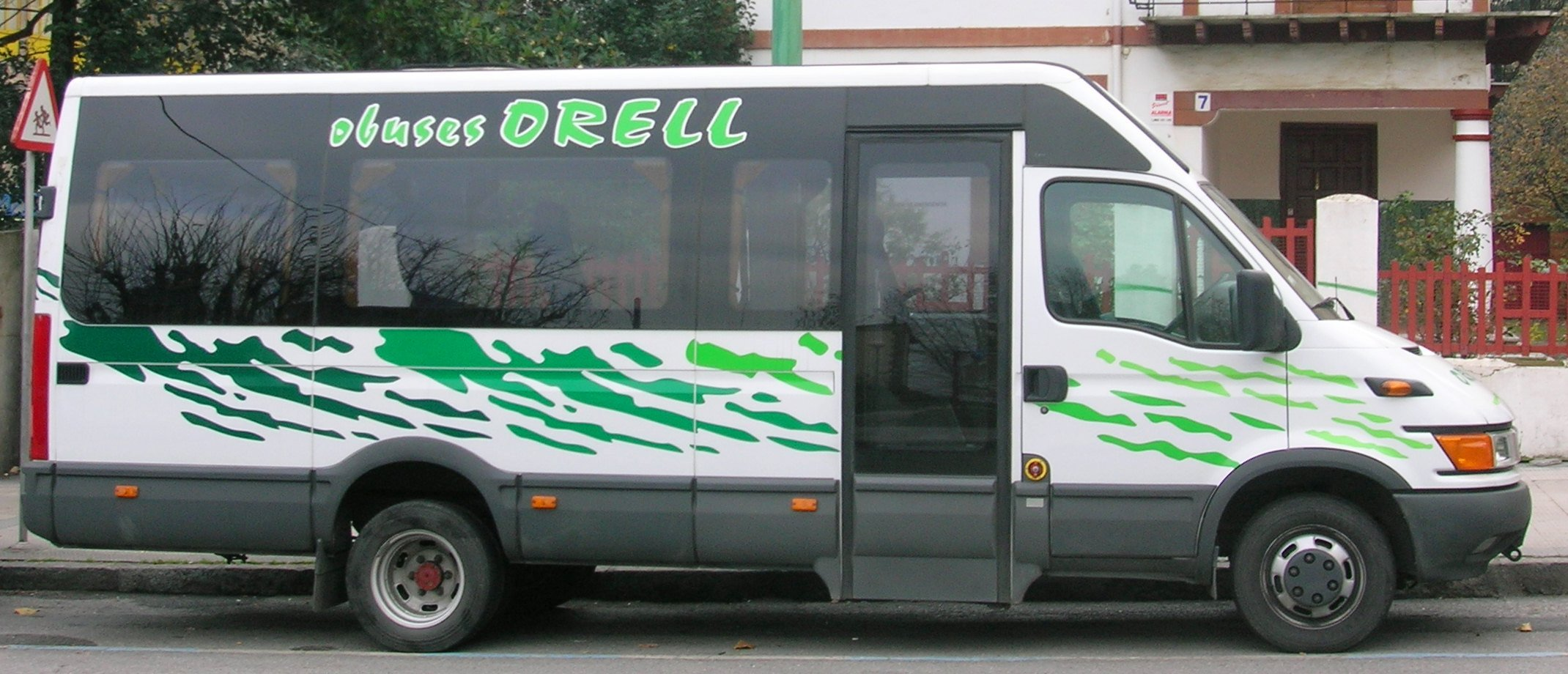
Iveco Daily S2000 minibus
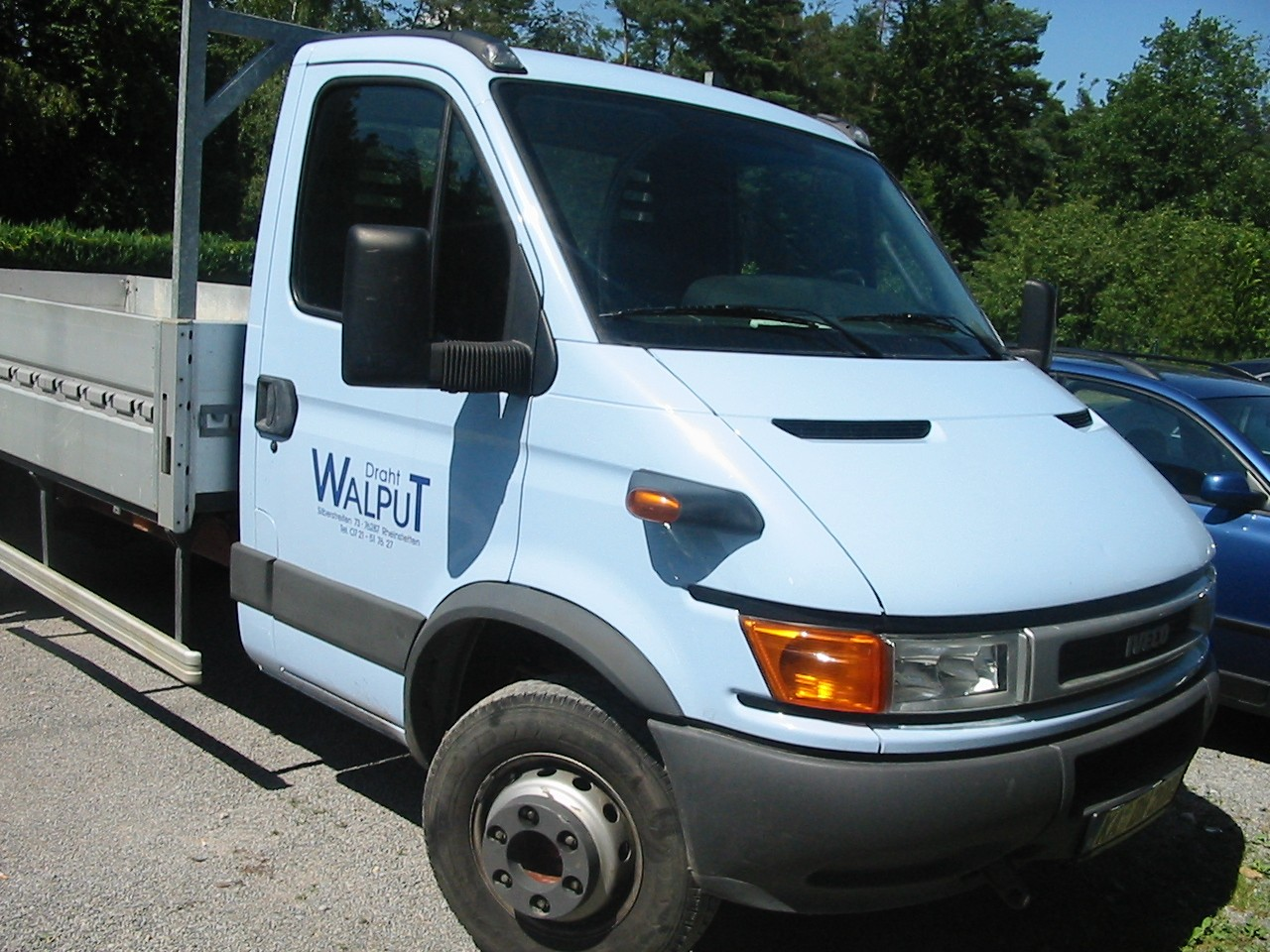
Iveco Daily S2000 Chassis-cab
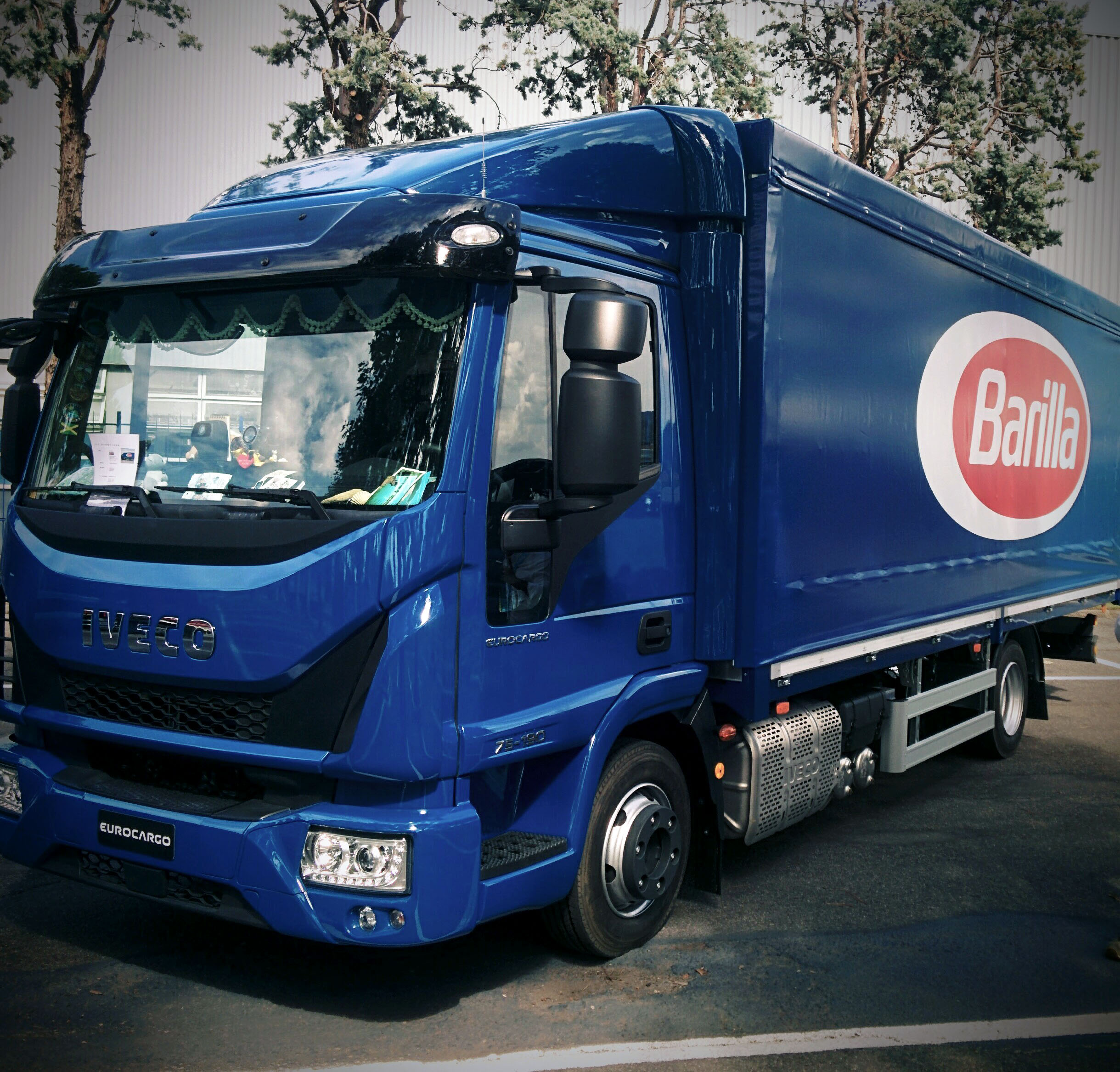
Iveco Eurocargo (Model Year 2015)
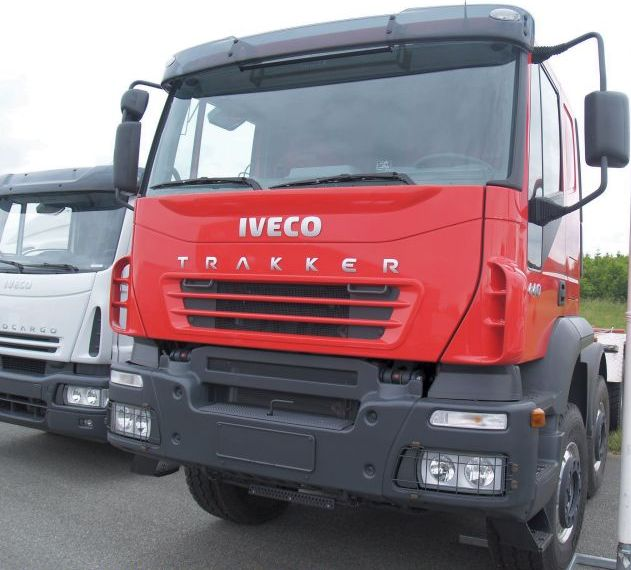
Iveco Trakker
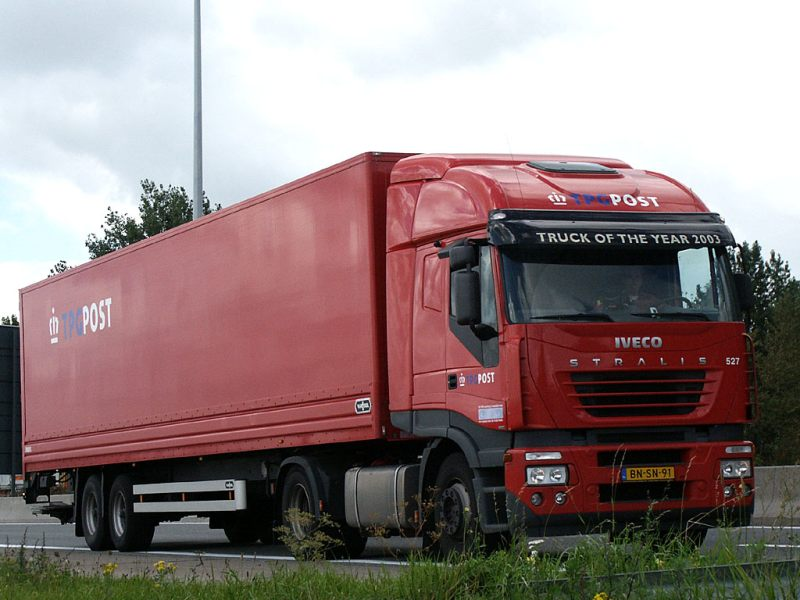
Iveco Stralis
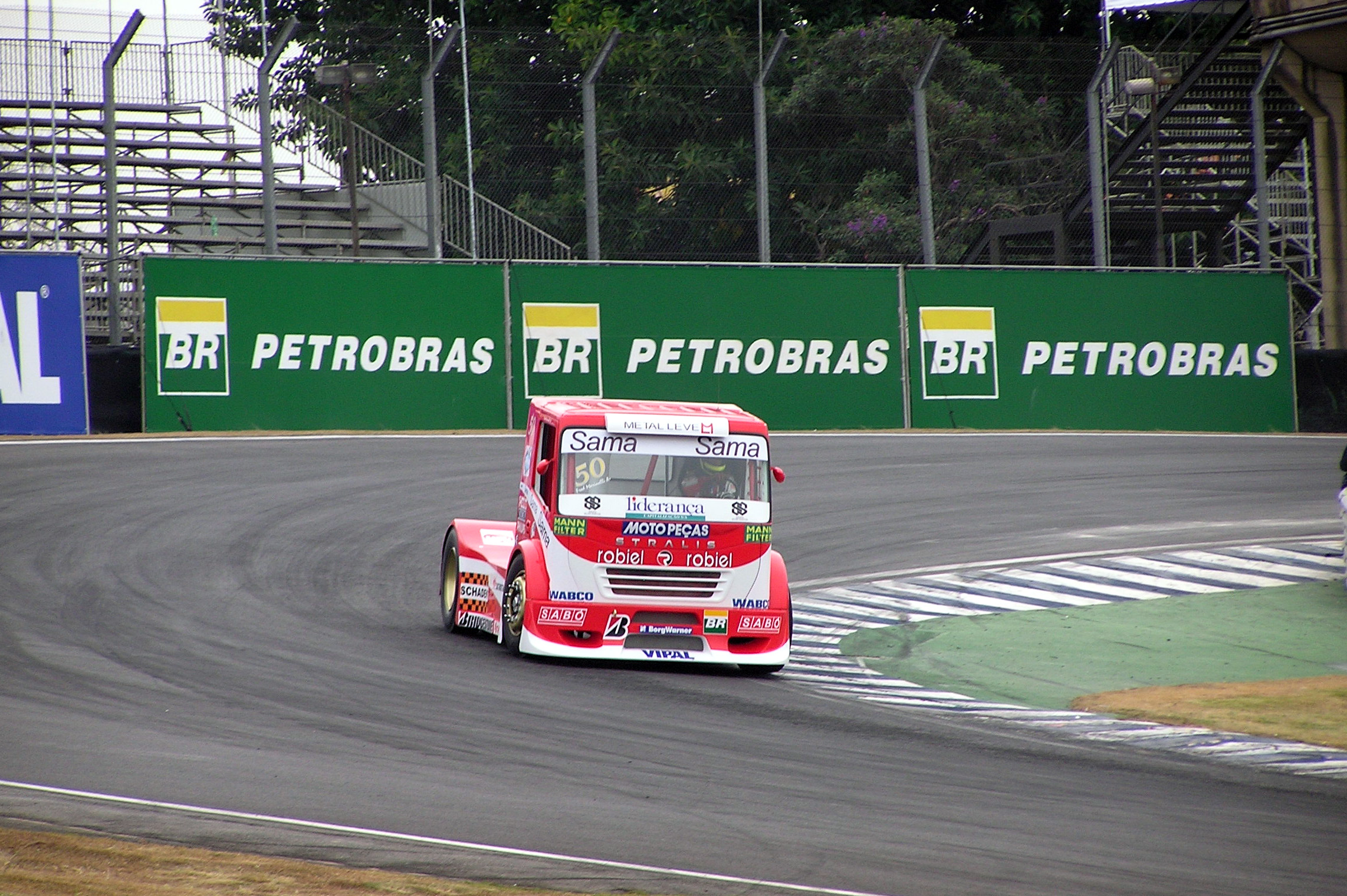
Iveco Stralis racing truck
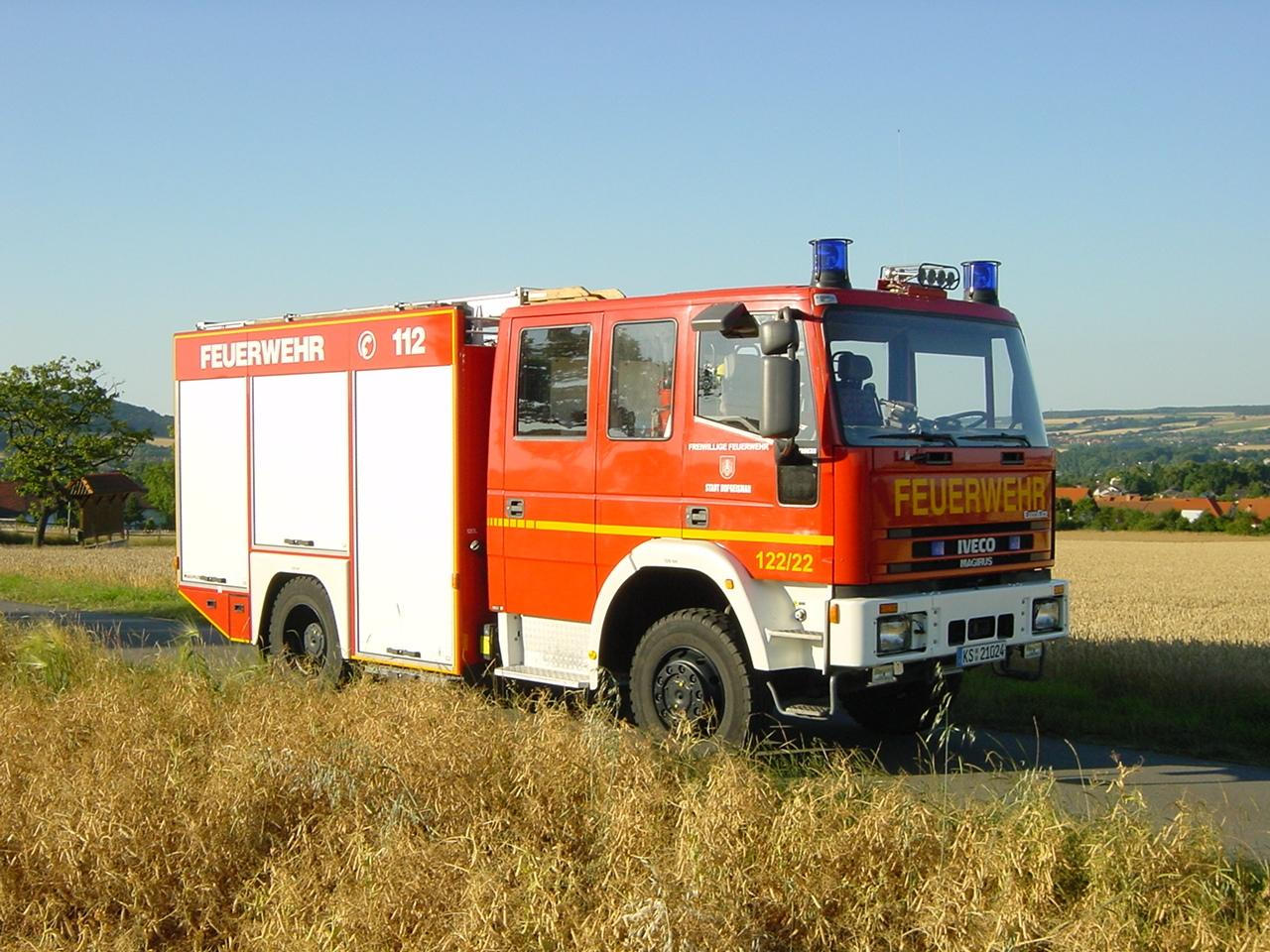
Iveco EuroStar
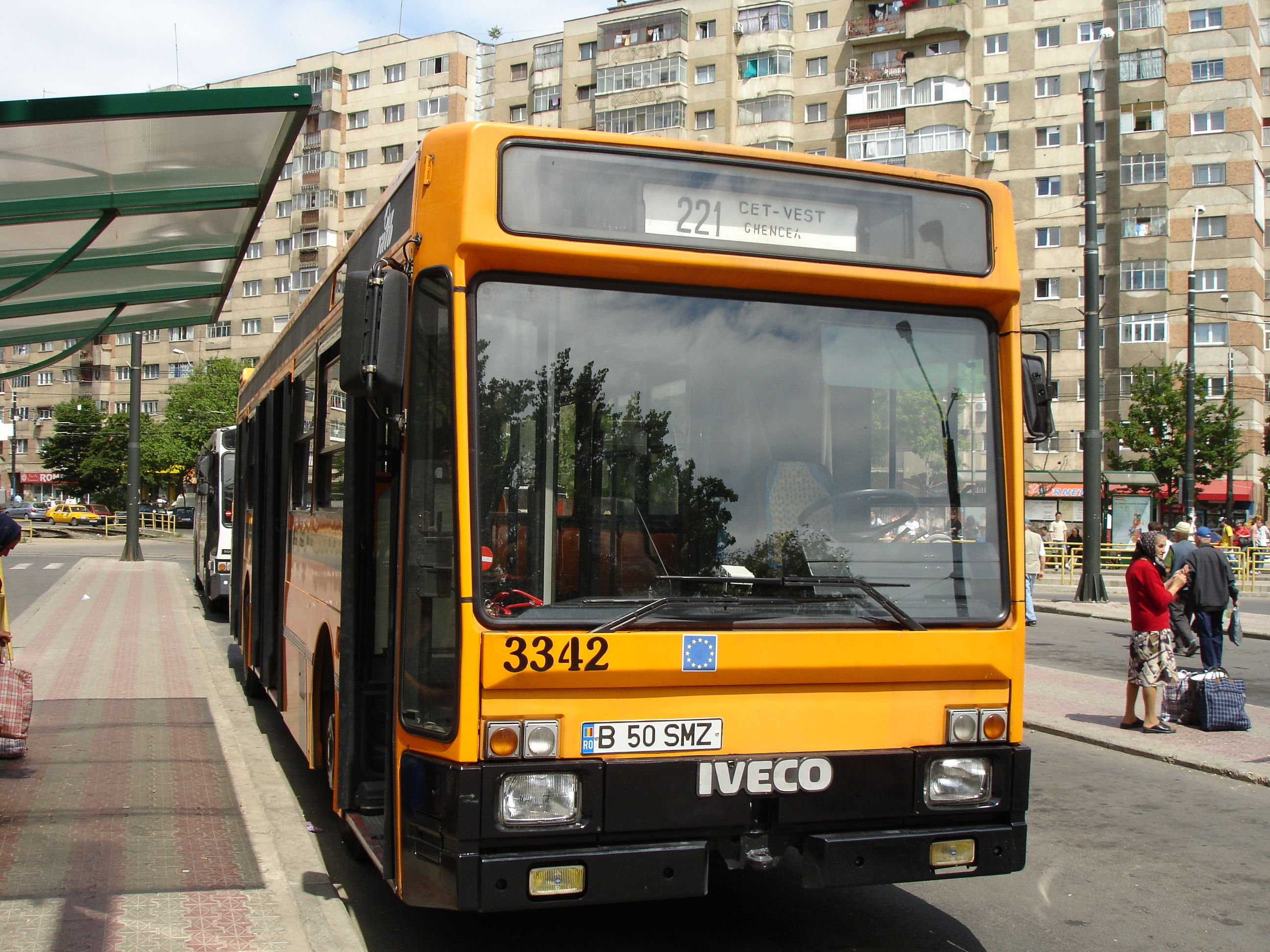
Iveco TurboCity-U 480 bus in Bucharest, Romania (operated by RATB)
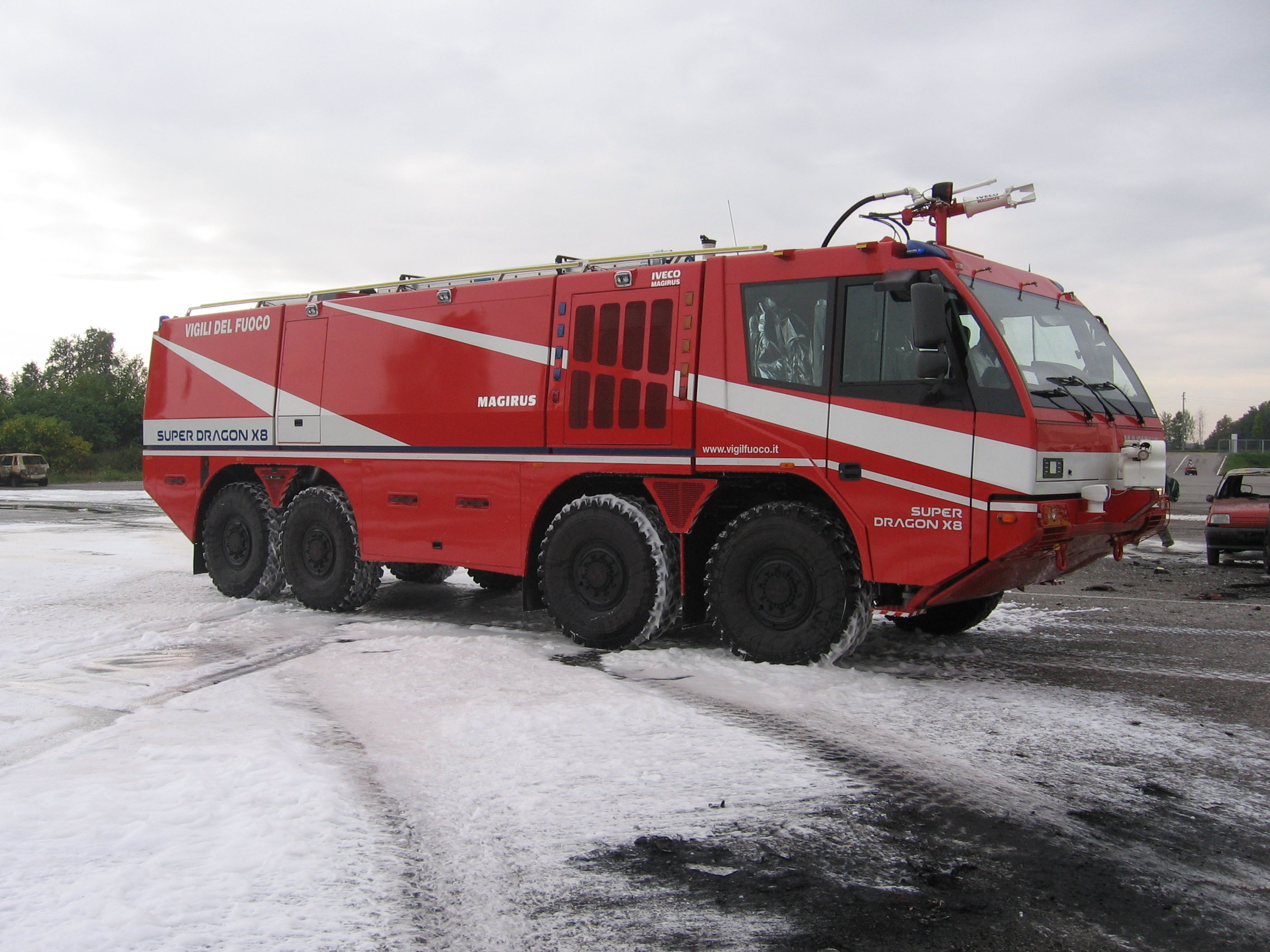
Iveco Magirus Super Dragon X8
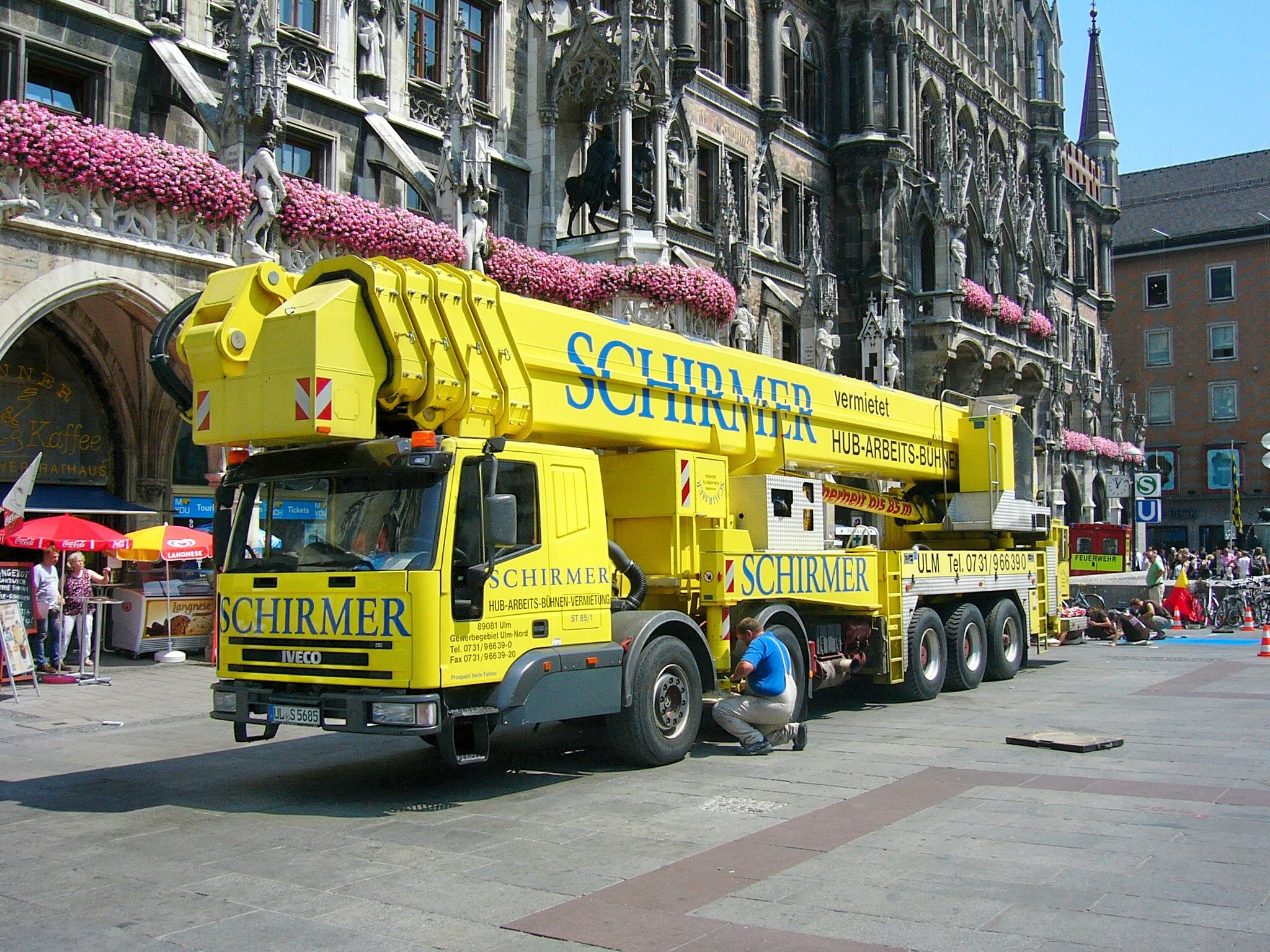
Iveco-Autokran
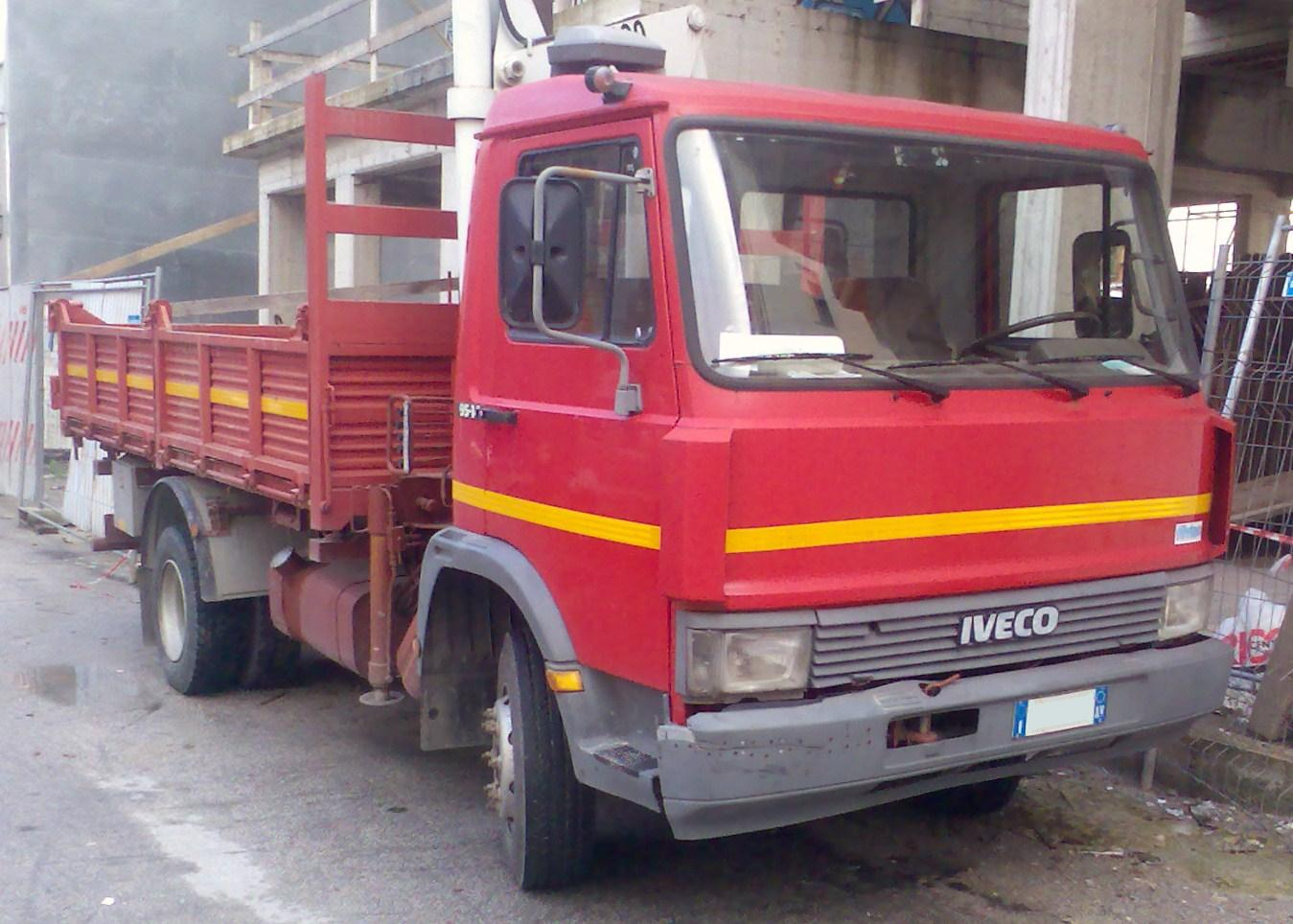
Iveco Zeta
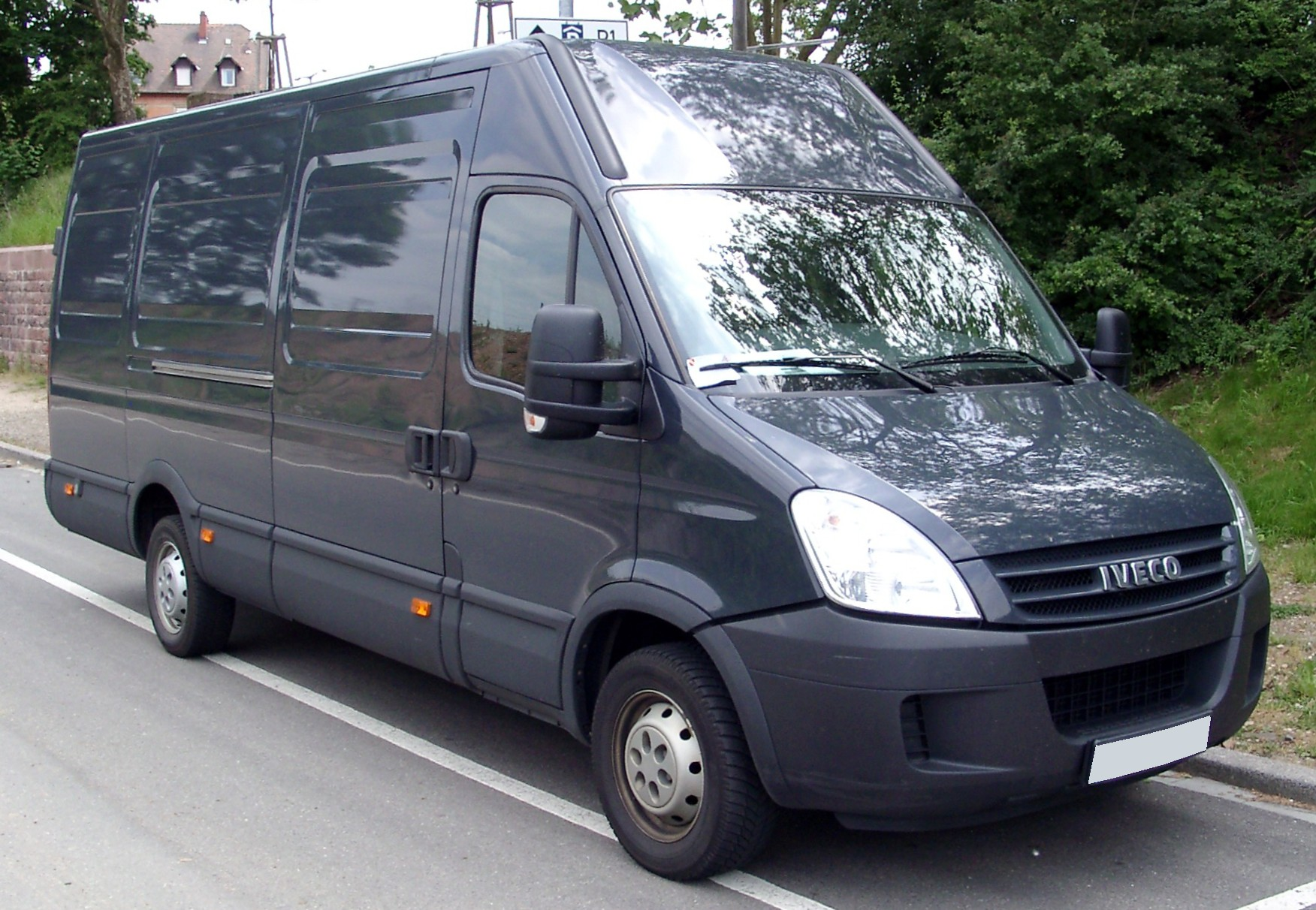
Iveco Daily